# Harrijärvi (sjö i Finland, Lappland, lat 68,70, long 26,77)
Harrijärvi är en sjö i Finland. Den ligger i kommunen Enare i landskapet Lappland, i den norra delen av landet, 900 km norr om huvudstaden Helsingfors. Harrijärvi ligger 294,8 meter över havet. Arean är 74 hektar och strandlinjen är 5,97 kilometer lång. Sjön  ingår i Pasvik älvs huvudavrinningsområde. 